# Juan Martín Cordero
Juan Martín Cordero (Valencia, 1531-1584) fue un sacerdote, anticuario, corrector, traductor y nuncio en Amberes, de origen sefardí-converso. 
Tradujo Eutropius Historicus. La Historia de Eutropio varón (1561), publicada en Amberes; los siete libros de Flavio Josefo y Flores senecae de Erasmo de Róterdam.